# Hermann Freudenberg
Hermann Freudenberg (* 18. August 1924 in Berlin; † 15. November 2010 in Weinheim) war ein deutscher Unternehmer.

## Leben
Hermann Freudenberg war ein Urenkel von Carl Johann Freudenberg. Seine Familie wanderte mit ihm wegen der jüdischen Herkunft der Mutter 1939 nach England aus. Freudenberg absolvierte eine Gerberlehre und studierte Chemie in der Schweiz. 1950 kehrte er nach Deutschland zurück und trat in das Familienunternehmen Freudenberg in Weinheim ein. Er war technischer Leiter des Ledergeschäfts, ehe er 1959 in die Unternehmensleitung aufstieg und persönlich haftender Gesellschafter wurde. 1962 wurde er Sprecher der Unternehmensleitung und füllte diese Funktion bis 1988 aus. In seiner Zeit vollzog sich der Wandel des einst handwerklich geprägten Familienbetriebs zum global tätigen Konzern. Nach seinem Ausscheiden aus der Unternehmensleitung war Freudenberg noch bis 1997 Vorsitzender des Gesellschafterausschusses.
1984 war er an der Gründung der Freudenberg-Stiftung beteiligt, die sich um die Förderung sozial, wirtschaftlich oder kulturell benachteiligter Gruppen bemüht. Er engagierte sich von 1981 bis 1989 im Präsidium der IHK Rhein-Neckar und von 1991 bis 1998 im Aufsichtsrat des ZEW.
Zusammen mit seiner Ehefrau Gisela Freudenberg setzte er sich für eine Reform des deutschen Schulwesens ein.
Freudenberg wurde 1984 mit dem Bundesverdienstkreuz 1. Klasse und 2004 mit dem Großen Bundesverdienstkreuz ausgezeichnet. Die Stadt Weinheim ehrte ihn im Jahr 2000 mit der Bürgermedaille.